# Jordi VI Abaixidze
Jordi VI Abaixidze era el tercer i més jove dels fills del príncep Paata Abaixidze de Sabaixidzo i Sapalavando (+1658, i que no s'ha de confondre amb el seu fill gran i successor Paata Abaixidze, príncep de Sabaixidzo i Sapalavando i senyor de Sverska del 1658 al 1684).
Fou arquebisbe de Kutaisi del 1700 al 1702. El seu nom de naixement era Malakia o Malkhaz. Proclamat rei d'Imerècia en ser derrocat Mamia III Gurieli de Gúria, el 1702. Va ser deposat pels nobles partidaris de Jordi VII d'Imerècia el 1707.
Casat amb la vídua de Katzia II Orbèliani, duc de Ratxa i filla de Jordi Mikeladze, príncep de Sadchilao i Samikelao. Se'n va divorciar i es va casar amb Thamar (+1699) ex-dona de Jordi III d'Imerècia i filla de Katzo Txikovani, príncep de Letxkhúmia, Sainadaridzo, Salipartiano ... Es va casar per tercera vegada amb l'ex-dona de Papuna Chkheidze, duc de Ratxa; i per quarta vegada amb Thamar exdona de Mamia III Gurieli de Gúria, rei d'Imerècia.
Va morir el 15 d'octubre del 1722. El seu fill Levan Abaixidze fou governador i regent d'Imerècia en diversos moments del 1707 al 1725.